# Fernando Cabedo
Fernando Cabedo Torrents (1907-1988) fue un grabador, historietista e ilustrador español (Valencia, 1907-1988). Firmó también como FCT.

## Biografía
Fue socio del Círculo de Bellas Artes de Valencia con el que en 1923 participó en el “Primer Salón del humor”. Su trabajo no pasó desapercibido y el periódico El Pueblo le dedicó un artículo titulado “Primer Salón de Humoristas: Tres aspectos distintos del humorismo” donde destacó su labor junto a los artistas Fernando Cabedo y María Labrandero.
En 1935 Fernando Cabedo creó para la revista "Niños" la serie Meñique el aventurero. Tal fue su éxito que la revista cambió su nombre a "Meñique".
Durante la Guerra Civil, ejerció de cartelista.
Por miedo a las represalias, trabajó durante la posguerra como delineante para el Ayuntamiento de Valencia.
A principios de los años sesenta, regresó brevemente al cómic para ilustrar Fredy Barton el audaz y El Capitán Látigo.

## Obra
| Años | Título                  | Guionista          | Tipo   | Publicación   |
| ---- | ----------------------- | ------------------ | ------ | ------------- |
| 1935 | Meñique, el aventurero  |                    | Serie  | Niños/Meñique |
| 1960 | Freddy Barton, el Audaz | Pascual Enguídanos | Serial | Valenciana    |
| 1962 | Capitán Látigo          | Alfonso Arizmendi  | Serial | Valenciana    |